# Caso Barcelona Traction
El caso Barcelona Traction fue un litigio internacional que tuvo lugar entre la compañía Barcelona Traction, con domicilio social en Toronto, Canadá, y operada en España.

## Desarrollo
El gobierno de España, en la década de 1960, incrementó las dificultades para operar en España a las empresas extranjeras, lo cual hizo perder dinero a los accionistas de la compañía –de nacionalidad belga–, por lo que intentaron reclamar al Estado español a través de la Corte Internacional de Justicia. La Corte dictaminó a favor del Estado español, manteniendo que solo podía demandar el Estado de quien era nacional la compañía –en este caso, Canadá–.
Este caso entre Bélgica y España sembró un importante precedente en el derecho internacional público, puesto que determinó que la nacionalidad nominal de una compañía primaba sobre su nacionalidad efectiva. En este caso, la compañía era formalmente canadiense, al haber sido constituida y tener su domicilio social en Toronto, pero de capital belga. La Corte concluyó que, de acuerdo con la norma general, Bélgica carecía de ius standi, pues España violó los derechos de la sociedad pero no los de sus accionistas, aunque éstos vieran indirectamente perjudicados sus intereses económicos a resultas del perjuicio causado directamente a aquella.
También es importante por el hecho de que sentó la base, según la cual, la protección diplomática de un Estado bajo derecho internacional afecta no solamente a los individuos, sino también, a las personas jurídicas.